# إريك جوزيف بول
اريك جوزيف بول هو سياسي كندي، ولد في 19 ديسمبر 1907 في المملكة المتحدة، وتوفي في 1969 بفانكوفر في كندا. حزبياً، نشط في Social Credit Party of Canada ‏. وقد انتخب عضو مجلس العموم الكندي.